# Pernambuco
Pernambuco is een van de 26 deelstaten van Brazilië. De staat met de standaardafkorting PE heeft een oppervlakte van ca. 98.148 km² en ligt in het centraal-oostelijk deel van de regio Noordoost. Pernambuco grenst aan de Atlantische Oceaan in het oosten, Alagoas en Bahia in het zuiden, Piauí in het westen en Ceará en Paraíba in het noorden. De in de Atlantische Oceaan gelegen eilandengroepen Fernando de Noronha en Sint-Pieter-en-Sint-Paulusrotsen behoren sinds 1988 tot het grondgebied van de staat.
In 2017 had de staat 9.473.266 inwoners. De hoofdstad is Recife. Andere grote plaatsen zijn Jaboatão dos Guararapes, Olinda, Caruaru, Paulista, Petrolina, Cabo de Santo Agostinho en Vitória de Santo Antão.
De staat heeft 4,6% van de Braziliaanse bevolking en produceert slechts 2,8% van het BBP van het land.

## Geschiedenis
In 1534 stichtte de Portugese edelman Duarte Coelho de nederzettingen Recife en Olinda en begon de teelt van suikerriet die een belangrijk stempel op de ontwikkeling zou drukken. Ook zou de streek naam maken als leverancier van katoen en pernambukhout.

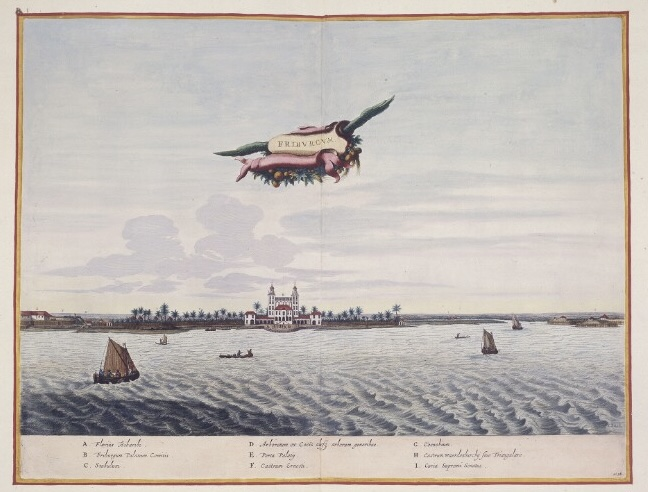
Gezicht op kasteel Vrijburg bij Mauritsstad, Fernambuco

Tussen 1630 en 1654 viel Fernambuco, zoals het gebied ook werd genoemd, onder Nederlands bewind in Nederlands-Brazilië en in die tijd vonden er belangrijke culturele, economische en sociale veranderingen plaats, vooral onder het bestuur van Johan Maurits van Nassau-Siegen. De kolonie was echter geen succes. De Hollanders hadden niet de mensen en de kennis om de suikerbedrijven te beheren. Omdat de Staten-Generaal een bondgenootschap met de Portugezen tegen hun gezamenlijke vijand Spanje had gesloten, kreeg de Hollandse kolonie bij de goed voorbereide opstand van 1645 geen militaire ondersteuning. De verdrijving van de Hollanders bracht een sterke drang naar autonomie met zich mee die in 1711 uitmondde in de Guerra dos Mascates (Oorlog van de Mascates, rondtrekkende handelaars) tussen Olinda en Recife. Vanaf deze tijd geraakte de streek in verval, omdat de bossen waren verdwenen en vooral omdat de suikerteelt aan belang inboette. In de 19e eeuw was Pernambuco meermalen het toneel van separatistische opstanden: in 1811 de samenzwering van de Suaçunas, in 1817 de Revolutie van Pernambuco, in 1825 de confederatie van Ecuador en in 1848 de Praieira Revolutie.

## Geografie
Het gebied is redelijk vlak: 76% van de oppervlakte ligt onder de 600m. De São Francisco, Capibaribe, Ipojuca, Una, Pajeú en Jaboatão zijn de belangrijkste rivieren. Het klimaat is tropisch. De staat bevindt zich in het noordoosten (nordeste)

## Belangrijke steden
In orde van grootte:
| Stad                                            | Inwoners  |
| ----------------------------------------------- | --------- |
| Recife                                          | 1.633.697 |
| Jaboatão dos Guararapes                         | 695.956   |
| Olinda                                          | 390.771   |
| Caruaru                                         | 356.128   |
| Petrolina                                       | 343.219   |
| Paulista                                        | 328.353   |
| Cabo de Santo Agostinho                         | 204.653   |
| Camaragibe                                      | 156.361   |
| Garanhuns                                       | 138.642   |
| Vitória de Santo Antão                          | 137.578   |
| Bron: (pt) IBGE - Populatie volgens census 2017 |           |

## Bestuurlijke indeling
De deelstaat Pernambuco is ingedeeld in 5 mesoregio's, 19 microregio's en 185 gemeenten.

## Economie
De economie is voornamelijk agrarisch (suikerriet) en industrieel (voedingsmiddelen, chemie, metallurgie, elektronica en textiel). Grote projecten in ontwikkeling rondom de diepzeehaven van Suape (40 km ten zuiden van Recife) behelzen de bouw van een olieraffinaderij alsmede de grootste scheepswerf van Latijns-Amerika. In 2008 is met de bouw van beide begonnen.